# Fertigatie
Fertigatie (een samentrekking van fertilisatie en irrigatie) is de toepassing van kunstmest, bodemverbeteraars of andere organische of anorganische in water oplosbare producten door middel van een irrigatiesysteem. Fertigatie wordt toegepast in de tuinbouw, de akkerbouw en in toenemende mate in parken en tuinen.

## Moderne technieken
- Beregening
- Waterkanon (sproei-installatie)
- Cirkelirrigatie
- Druppelirrigatie